# نوبمتخ
نوبمتخ (انگلیسی: Nubemtekh) شاهدختی در مصر باستان بود که از اشیا متعددی شناخته شده است. او در دوران حکمرانی دودمان هجدهم مصر زندگی می‌کرد و شاید دختر تحوتموس چهارم یا آمنهوتپ سوم بود.

## زندگی
نوبمتخ را از چندین ظروف آرایشی سنگی می‌شناسند که در نیمه اول قرن نوزدهم میلادی پیدا شد و به احتمال زیاد از سقاره جایی که احتمالاً در آنجا دفن هم شده بود، آمده است. تنها عنوان تأیید شده او دختر پادشاه است. پدر سلطنتی او به‌طور قطعی شناخته شده نیست، اما او ممکن است تحوتموس چهارم یا آمنهوتپ سوم باشد، که از سبک سنگ یادبود که در آن نشان داده می‌شود؛ چنین بر می‌آید.
نوبمتخ بر روی ستونی که اکنون در موزه بریتانیا است، متعلق به «ناظر دروازهٔ میهو» به تصویر کشیده شده است. رابطه نوبمتخ و میهو نامعلوم است، اما روی سنگ یادبود نیز یک پسر پادشاه به تصویر کشیده شده است.